# Aizkraukle (rejon)
Aizkraukle (łot. Aizkraukles rajons) – rejon w południowej Łotwie, funkcjonujący w latach 1967–2009.
Rejon graniczył z Litwą oraz z rejonami: Bauska, Jēkabpils, Madona i Ogre.
Zniesiony 30 czerwca 2009, w ramach reformy administracyjnej.